# Carlos Veiga
Carlos Alberto Wahnon de Carvalho Veiga (21 de outubro de 1949 em Mindelo) é um político cabo-verdiano que serviu como Primeiro-Ministro de Cabo Verde entre 3 de abril de 1991 e 29 de julho de 2000. Foi o primeiro chefe de governo da nação eleito através de eleições multipartidárias.
Foi um dos principais nomes de oposição ao regime de partido único existente em Cabo Verde, assumindo, na década de 1990, papel preponderante dentro do partido Movimento para a Democracia.

## Biografia
Carlos Alberto Wahnon de Carvalho Veiga nasceu a 21 de Outubro de 1949, no Mindelo, na Ilha de São Vicente, em Cabo Verde. É filho de Alfredo José de Carvalho Veiga e Maria Augusta Wahnon.
Fez os estudos secundários no Liceu Nacional da Praia, na cidade da Praia, partindo depois para Portugal onde, em 1971, fez a Licenciatura em Direito na Faculdade de Direito da Universidade de Lisboa.
No ano seguinte, mudou-se para Angola, país onde viveu até 1974, trabalhando como Conservador no Registo Civil da cidade do Bié, no Huambo.
Carlos Veiga regressou a Cabo Verde em 1975 para exercer o cargo de Director-geral da Administração Interna, e de seguida foi nomeado Procurador Geral da República, a cargo que exerceu até 1980.
Em 1985 Carlos Veiga foi eleito Deputado para Assembleia Nacional Popular de Cabo Verde, onde integrou a Comissão de Assuntos Constitucionais e Legais. Três anos mais tarde voltou a ser eleito para a Assembleia Nacional Popular, onde se tornou numa voz de contestação contra o sistema de partido único liderado pelo Partido Africano para a Independência de Cabo Verde (PAICV). Carlos Veiga tomou como pauta política pessoal a realização de eleições multipartidárias em Cabo Verde.
Fundou e foi eleito Presidente do extinto Instituto do Patrocínio e Assistência Judiciários (IPAJ), órgão que deu origem a Ordem dos Advogados de Cabo Verde. Juntamente com outras figuras fundou, em 1990, o partido político Movimento para a Democracia (MpD), para o qual foi eleito líder na primeira convenção em outubro desse mesmo ano.
A 13 de Janeiro de 1991, nas primeiras eleições democráticas realizadas em Cabo Verde para a Assembleia Nacional o MpD elegeu 56 dos 79 deputados com lugar no Parlamento. Carlos Veiga foi assim escolhido para primeiro-ministro e formou o primeiro governo eleito num sistema multipartidário em Cabo Verde. Nas eleições seguintes, quatro anos depois, o MpD conquistou outra vitória clara e Carlos Veiga foi reconduzido no cargo de primeiro-ministro.
Quase no fim da Legislatura, Gualberto do Rosário ficou como Primeiro Ministro e Carlos Veiga ficou à espera para se candidatar a Presidente da República. O MpD, perdeu as Legislativas para o PAICV e Carlos Veiga perdeu as presidenciais para Pedro Pires em 2001.
Em 2006, voltou a defrontar Pedro Pires, sendo novamente derrotado, retirando-se da política até Outubro de 2009, quando novamente é eleito (eleição indireta) presidente e líder do MpD sem convenção nenhuma, retirando do lugar de presidente Jorge Santos, que passou a ser apenas um dos vice-presidentes.
Em 2013 cessa a seu mandato à frente da Presidência do MpD, passando o bastão a Ulisses Correia e Silva. Em Novembro de 2016, Carlos Veiga é nomeado Embaixador de Cabo Verde em Washington, Estados Unidos.

## Ligações com a extrema-direita

Carlos Veiga (à esquerda), César do Paço (ao centro)

Desde janeiro de 2021 existem suspeitas de ligações de Carlos Veiga com a extrema direita.

César do Paço (2.º a partir da esquerda), Carlos Veiga (4.º a partir da direita)

O caso ocorreu durante de o escândalo da nomeação de César do Paço como cônsul de Cabo Verde, na Flórida, Estados Unidos, por parte de ex-ministro de negócios estrangeiros, Luís Filipe Tavares. A situação passou a ser conhecida em Cabo Verde após a exibição, por parte do canal de televisão de Portugal, SIC, de duas reportagens sobre os financiamentos do partido Chega, de Portugal, sendo esse partido conhecido pelas suas posições de extrema-direita. Essas reportagens noticiaram que César do Paço, na altura em que fora nomeado cônsul de Cabo Verde, era um dos principais financiadores do partido Chega. Nas palavras do diário «A Nação», o país «(…) ficou de queixo caído (…)» sem perceber como é que Cabo Verde, um país que teve de lutar pela sua independência e com uma enorme comunidade emigrada, pôde nomear como cônsul um financiador de um partido que é contra os imigrantes e com ideologias neocolonialistas.

Fernando Elísio Freire (topo da mesa), Carlos Veiga (à esquerda de Freire), César do Paço (à direita de Freire)

Luís Filipe Tavares veio a ser demitido logo depois e César do Paço foi exonerado do cargo. Embora Carlos Veiga o tenha negado posteriormente, segundo Luís Filipe Tavares, foi o próprio Carlos Veiga que indicou o nome de César do Paço, quando Carlos Veiga era embaixador de Cabo Verde nos Estados Unidos. Interrogado pelos jornalistas acerca da nomeação de um financiador da extrema-direita como cônsul, Carlos Veiga respondeu «E qual é o problema?», dizendo que a função de um cônsul era «atrair investimentos». Embora Carlos Veiga tenha sempre negado pertencer a algum movimento da extrema-direita, até à data de 10 de outubro de 2021, pelo menos, ele não veio a público negar suas ligações com César do Paço, nem prestar esclarecimentos sobre as provas fotográficas nas quais ele é visto ao lado de César do Paço.

## Títulos
Foi eleito, em Outubro de 2004, Bastonário da Ordem dos Advogados de Cabo verde.
É detentor de grau honorário de doutoramento Honoris Causa em Direito e recebeu a condecoração do grau Grã-Cruz da Ordem do Infante D. Henrique pelo Governo Português em 1997.